# Вегера Світлана Анатоліївна
Світлана Анатоліївна Вегера (нар. 21 березня 1947, місто Кривий Ріг, Дніпропетровської області — 2015, місто Київ) — українська діячка, радниця Президента України, керівниця Головної служби соціальної політики Секретаріату Президента України. Член ЦК КПУ у 1990—1991 р. Кандидатка економічних наук.

## Біографія
Народилася у родині робітників. Навчалась і виховувалась у школі-інтернаті в місті Миколаєві. Трудову діяльність розпочала у 1965 році лаборантом в середній школі.
У 1972 році закінчила Миколаївський суднобудівний інститут.
Член КПРС з 1972 року.
З 1972 р. — інженер, секретар комітету комсомолу Київського заводу «Ленінська кузня». З 1974 р. — 1-й секретар Подільського районного комітету ЛКСМУ міста Києва.
У 1978 році закінчила економічний факультет Київського державного університету імені Тараса Шевченка. Навчалася в аспірантурі.
У 1979 — 1983 р. — заступник голови виконавчого комітету Подільської районної Ради народних депутатів міста Києва.
У 1983 — 1985 р. — інструктор відділу пропаганди і агітації Київського міського комітету КПУ; секретар Мінського районного комітету КПУ міста Києва. У 1985 — січні 1987 р. — 2-й секретар Мінського районного комітету КПУ міста Києва.
26 січня 1987 — 1991 р. — 1-й секретар Мінського районного комітету КПУ міста Києва.
У 1990 — 1993 р. — голова ради народних депутатів і голова виконавчого комітету Мінського району міста Києва.
У лютому 1993 — серпні 1997 р. — заступник Міністра соціального захисту населення України. У серпні 1997 — лютому 2000 р. — 1-й заступник Міністра праці та соціальної політики України. У лютому 2000 — серпні 2001 р. — заступник Міністра праці та соціальної політики України. У серпні 2001 — квітні 2002 р. — заступник Державного секретаря Міністерства праці та соціальної політики України.
Потім працювала доцентом кафедри маркетингу, управління та економіки підприємств «Національної академії управління» у місті Києві.
20 квітня 2005 — 20 лютого 2006 р. — радник Президента України Віктора Ющенка, виконуюча обов'язки керівника Головної служби соціальної політики Секретаріату Президента України. 20 лютого — 9 жовтня 2006 р. — радник Президента України Віктора Ющенка (поза штатом).
Померла наприкінці липня 2015 року.

## Нагороди
- орден княгині Ольги ІІІ ст. (.03.1999)
- медалі